# العلاقات الجنوب سودانية الموزمبيقية
العلاقات الجنوب سودانية الموزمبيقية هي العلاقات الثنائية التي تجمع بين جنوب السودان وموزمبيق.

## مقارنة بين البلدين
هذه مقارنة عامة ومرجعية للدولتين:
| وجه المقارنة                                              | جنوب السودان                  | موزمبيق          |
| --------------------------------------------------------- | ----------------------------- | ---------------- |
| المساحة (كم2)                                             | 619.75 ألف                    | 801.59 ألف       |
| عدد السكان (نسمة)                                         | 12.58 مليون                   | 29.67 مليون      |
| الكثافة السكانية (ن./كم²)                                 | 20.3                          | 37.01            |
| العاصمة                                                   | جوبا                          | مابوتو           |
| اللغة الرسمية                                             | لغة إنجليزية                  | اللغة البرتغالية |
| العملة                                                    | جنيه جنوب سوداني، جنيه سوداني | متكال موزمبيقي   |
| الناتج المحلي الإجمالي (بليون دولار)                      | 2.90 مليار                    | 12.33 مليار      |
| الناتج المحلي الإجمالي (تعادل القوة الشرائية) بليون دولار | 22.88 مليار                   | 33.35 مليار      |
| الناتج المحلي الإجمالي الاسمي للفرد دولار أمريكي          | 73                            | 529              |
| الناتج المحلي الإجمالي للفرد دولار أمريكي                 | 2.02 ألف                      | 1.13 ألف         |
| مؤشر التنمية البشرية                                      | 0.467                         | 0.416            |
| رمز المكالمات الدولي                                      | +211                          | +258             |
| رمز الإنترنت                                              | .ss                           | .mz              |
| المنطقة الزمنية                                           | ت ع م+03:00                   | ت ع م+02:00      |

## منظمات دولية مشتركة
يشترك البلدان في عضوية مجموعة من المنظمات الدولية، منها:
| علم المنظمة | اسم المنظمة                               | تاريخ انضمام جنوب السودان | تاريخ انضمام موزمبيق |
| ----------- | ----------------------------------------- | ------------------------- | -------------------- |
|             | الاتحاد البريدي العالمي                   | ?                         | ?                    |
|             | مؤسسة التنمية الدولية                     | 18 أبريل 2012             | 24 سبتمبر 1984       |
|             | الأمم المتحدة                             | 14 يوليو 2011             | 16 سبتمبر 1975       |
|             | الاتحاد الأفريقي                          | ?                         | ?                    |
|             | وكالة ضمان الاستثمار متعدد الأطراف        | 18 أبريل 2012             | 23 نوفمبر 1994       |
|             | منظمة الشرطة الجنائية الدولية             | ?                         | ?                    |
|             | مؤسسة التمويل الدولية                     | 18 أبريل 2012             | 24 سبتمبر 1984       |
|             | البنك الدولي للإنشاء والتعمير             | 18 أبريل 2012             | 24 سبتمبر 1984       |
|             | الاتحاد الدولي للاتصالات                  | 3 أكتوبر 2011             | 4 نوفمبر 1975        |
|             | البنك الإفريقي للتنمية                    | ?                         | ?                    |
|             | المركز الدولي لتسوية المنازعات الاستشارية | 18 مايو 2012              | 7 يوليو 1995         |
|             | يونسكو                                    | 27 أكتوبر 2011            | 11 أكتوبر 1976       |

## وصلات خارجية
- موقع وزارة الخارجية الجنوب سودانية
- موقع وزارة الخارجية الموزمبيقية